# 岩のある風景の中の滝
『岩のある風景の中の滝』（いわのあるふうけいのなかのたき、蘭: Een Waterval in een Rotsachtig Landschap、英: A Waterfall in a Rocky Landscape）は、17世紀オランダ絵画黄金時代の画家ヤーコプ・ファン・ロイスダールが1660年代にキャンバス上に油彩で制作した絵画である。1859年に購入されて以来、ロンドン・ナショナル・ギャラリーに所蔵されている。

## 作品

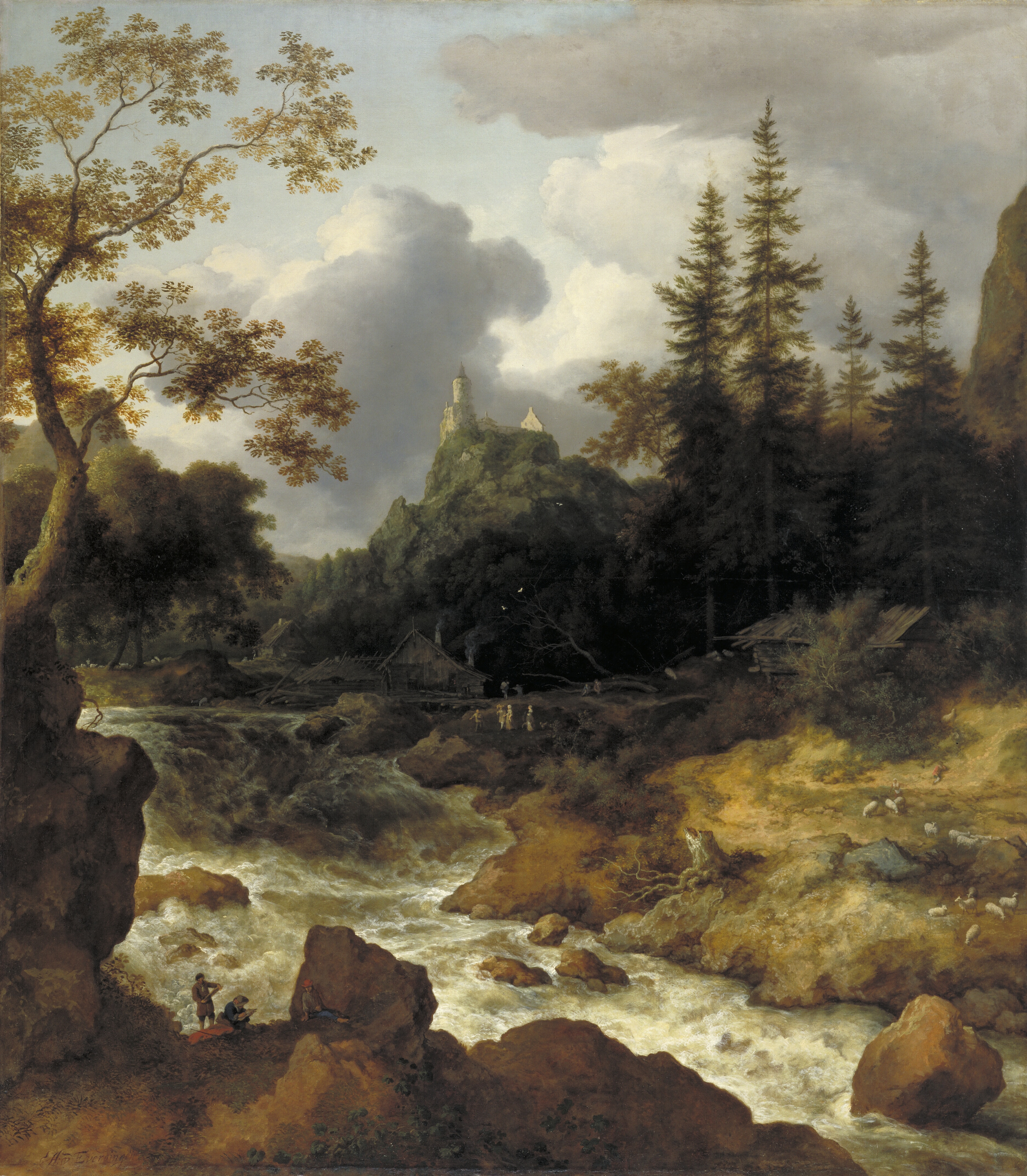
アラールト・ファン・エーフェルディンヘン『ノルウェーの景色』 (1660年代)、コペンハーゲン国立美術館

この絵画は、1660年から1670年にかけてロイスダールが描いたほかの絵画に非常に類似している。描かれている景色はスカンジナビアのものであるが、ロイスダールはドイツ以外の外国を訪れたという記録はない。1644年にノルウェーとスウェーデンを訪れたアラールト・ファン・エーフェルディンヘンの作品に感化され、1650年代半ば以降、ロイスダールは、背の高い松の木に囲まれた岩の上を流れる滝の景観を数多く制作したのであった。
急な丘の斜面の木々の間にある家の高い煙突は、この絵画の中で最も堅固なもののように見える。右側の白樺の細い幹はねじ曲がっており、黄色く変わっている葉は落ちて、川に流されそうである。水は流れながら、橋げたを激しくたたいている。橋の上の人々は休んでおり、1人はおそらく何かを拾うために跪いている。右側の遠くでは、小さく描かれているに過ぎない別の男が犬を連れて、家に向かっている。
水流は白くなっており、岩の上で泡立ち、陽光を受けている。ロイスダールは、岩を非常に細かに描いている。前景の岩は尖っているが、下の部分は暗色で、水流に削られた端は丸くなっている。橋の向こう側では、断崖が陽光を受け、石にこびりついた地衣類を温めている。画家は、断崖に形成された地層を鑑賞者に示している。
ノルウェーのトウヒの木々が上空にある、暗く脅威的な雲に向かって伸びている。それらの木々の近くにあるナラの木は頑丈に見え、やってきている嵐にほとんど動じていないが、前景の水泡の端にある小さなナラの若木は水流の意のままに見え、その脆い幹の一部はすでに裂け、流されてしまっている。

この絵画は、研究者ホフステーデ・デ・フロートにより以下のように記述されている。
239番。滝のある風景。滝が前景を占めており、岩から幅広い水面に勢いよく落ちている。左側前景には、倒木が水面の上に掛かっている。中景左側には木の橋があり、その左側にはモミの木と葉の多い木々がある。右側の川岸には葉の多い木々があり、そのうちの1本は水面に掛かっている。木々の背後には田舎家があり、その左側にはモミの木がある。暗色の雲のある空 [240番の対作品]。

「J. Ruysdael」という完全な署名あり。キャンバス、縦40と1/2インチ、横34インチ。J・G・プレステル (J. G. Prestel) によりメゾチントでエングレービングが制作された。1859年10月31日に、フォン・ブラベック (von Brabeck) 伯爵と、ハノーファー・ゾダー (Socer) のアンドレアス・フォン・シュトルベルク (Andreas von Stolberg) 伯爵が、売り立てにおける235番の作品としてナショナル・ギャラリー (ロンドン) に売却。ナショナル・ギャラリーの1906年の目録番号627。
なお、ホフステーデ・デ・フロートは、本作を「240番の対作品」としているが、そうではないことが判明している。240番の絵画はヤーコプ・ファン・ロイスダールの様式を真似た、彼の従兄弟のヤーコプ・サロモンスゾーン・ファン・ロイスダールの作品である。

## ギャラリー

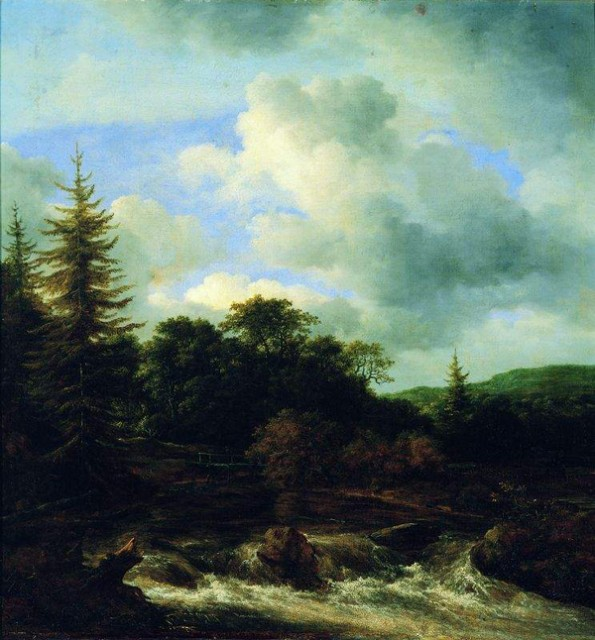
ワルシャワ国立美術館の作品
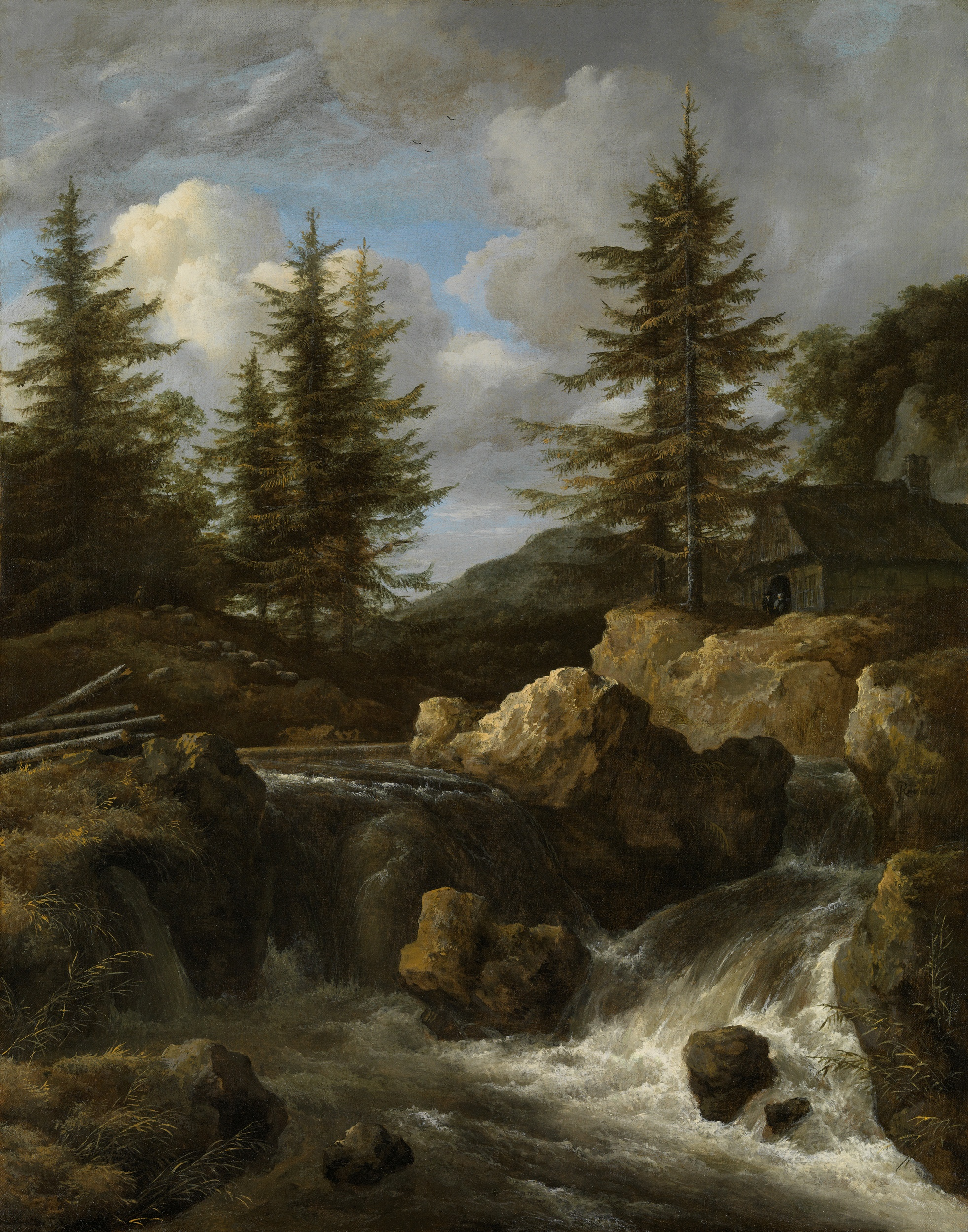
リヒテンシュタイン美術館の作品
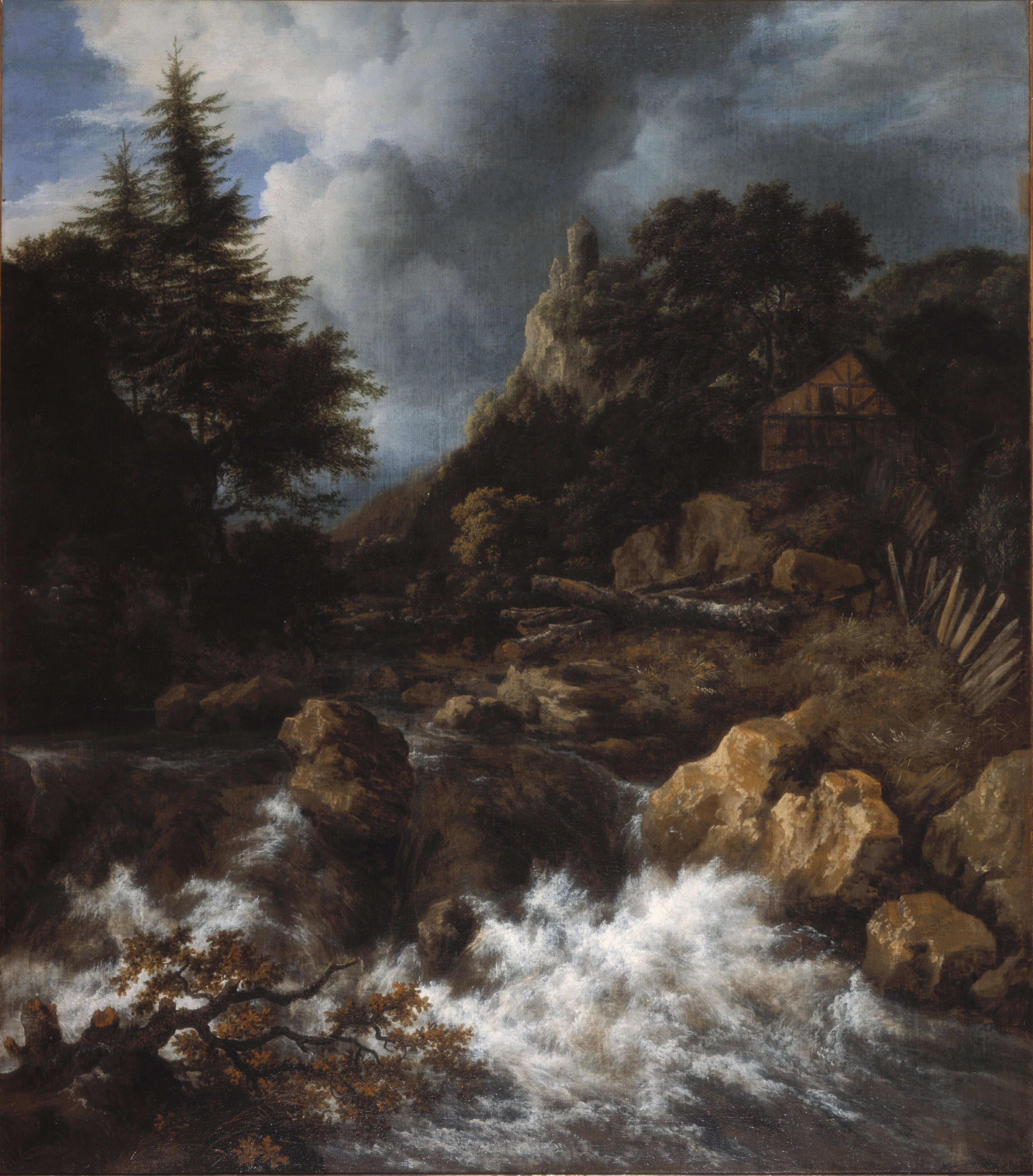
フォッグ美術館の作品